# Milano-Torino 1958
La Milano-Torino 1958, quarantaquattresima edizione della corsa, si svolse l'8 marzo 1958 su un percorso di 173 km. La vittoria fu appannaggio dell'italiano Agostino Coletto, che completò il percorso in 4h10'00", precedendo lo spagnolo Miguel Poblet ed il connazionale Armando Pellegrini.
I corridori che tagliarono il traguardo di Torino furono 93.

## Ordine d'arrivo (Top 10)
| Pos. | Corridore             | Squadra        | Tempo    |
| ---- | --------------------- | -------------- | -------- |
| 1    | Agostino Coletto      | Carpano        | 4h10'00" |
| 2    | Miguel Poblet         | Molteni        | a 1'34"  |
| 3    | Armando Pellegrini    | Faema-Guerra   | s.t.     |
| 4    | Tonino Domenicali     | Asborno-Fréjus | s.t.     |
| 5    | Giorgio Albani        | Legnano        | s.t.     |
| 6    | Bruno Monti           | Atala          | s.t.     |
| 7    | Germain Derycke       | Carpano        | s.t.     |
| 8    | Tranquillo Scudellaro | Torpado        | s.t.     |
| 9    | Gastone Nencini       | Leo-Chlorodont | s.t.     |
| 10   | Adriano Zamboni       | Torpado        | s.t.     |